# Безхоботні п'явки
Безхоботні п'явки (Arhynchobdellida) — ряд кільчастих червів класу П'явки (Hirudinida). Складається з 2 підрядів, 12 родин, 250 видів.

## Опис
Загальна довжина представників цього ряду коливається від 1,6 до 12 см. Зазвичай має 6—8, рідше 5 пар келихоподібних очей, розташованих у вигляді дуги. У видів цього ряду немає хобота, але розвинені щелепи, які у хижих форм менш розвинені або зовсім рудиментарні. У ротовій порожнині присутні 3 щелепи. Соміт п'ятикільцевий. Є злягальний орган. У ротову порожнину відриваються протоки слинних залоз. До складу слини входить білок гірудин, який перешкоджає згортанню крові. Завдяки гірудину і іншим речовинам, що виділяються слинними залозами, кров місяцями зберігається в шлунку п'явок в рідкому стані, не піддаючись гниттю. Кровоносна система редукована, її роль виконують лакуни целомічного походження — спинна, черевна і дві бічні. За глоткою і коротким стравоходом йде шлунок, обсяг якого у кровосисних видів сильно збільшений завдяки парним бічним відростках. Середня кишка розташовується між подовженими відростками шлунка, тут відбувається перетравлювання їжі. П'явка, що наїлася, збільшується в об'ємі в декілька разів, запасів крові вистачає на кілька місяців. У кровососних видів анальний отвір невеличкий на відміну від хижих, що ковтають здобич — у них він великий, оскільки через нього виділяються шматки неперетравленої їжі. Органи чуттів — хеморецепции — розташовуються поперечними рядками на кожному сегменті, з їх допомогою п'явки дізнаються про наближення жертви, пізнають одна одну.
Забарвлення переважно сірого, коричневого або чорного кольору з різними відтінками.

## Спосіб життя
Полюбляють спеку, теплі місцині, де краще розмножується. Мешкають у невеличких водоймах на півдні й у великих на півночі, а також у тих, що можуть пересихати, зустрічаються в прибережній смузі. Є суходільні види, що мешкають там, де вологість повітря настільки велика, що висихання їм не загрожує.
Більшість видів — кровососи, які живуть за рахунок різних хребетних, меншість — хижаки, які заковтують свою здобич. Останні живляться хробаками, зокрема й п'явками менших розмірів, м'якотілими, личинками водних комах та інших водних безхребетних, а також дрібними хребетними, яких вона може здолати.
Кокони темного кольору з яйцями відкладаються у вологому ґрунті в прибережній смузі. Також запліднення може відбуватися за допомогою сперматофорів.

## Поширення
Мешкають на усіх континентах, окрім Анатарктики.

## Стосунки з людиною
Небезпеку для людей і домашніх ссавців являє безхоботна п'явка — Limnatis nilotica. А вид Hirudo medicinalis з давних-давен використовується в медицині.

## Підряди та родини
- Erpobdelliformes
  - Americobdellidae
  - Erpobdellidae
  - Gastrostomobdellidae
  - Orobdellidae
  - Salifidae

- Hirudiniformes
  - Cylicobdellidae
  - Haemadipsidae
  - Haemopidae
  - Hirudinidae
  - Praobdellidae
  - Semiscolecidae
  - Xerobdellidae